# Гетто
Гетто, або ге́то (від італ. ghetto nuovo — «нова ливарня») — райони міст, де добровільно або примусово, в більш-менш жорстких умовах проживають етнічні меншини. Слово має чіткий негативний відтінок і застосовується саме до районів з поганими умовами проживання, зрідка навіть без зв'язку з меншинами.

## Етимологія
Слово історично походить від італійського ghetto nuove — «нова ливарня», яка була у Венеції 1516 року. За ливарнею було названо район, у якому пізніше було наказано жити євреям.

## Історія виникнення
У багатьох італійських містах принаймні ще в XVI столітті існували обгороджені муром квартали для євреїв. Такі квартали стали наслідком узгодженості поглядів міських урядовців, що вимагали сегрегації, так і юдейських релігійних законів, які забороняли євреям жити серед невірних. Назву «гетто» стали вживати по всій Європі. Найбільші гетто виникли в Празі, Франкфурті, Трієсті й Римі, де гетто існувало з 1536 по 1870 роки.
І тільки в Речі Посполитій, головному притулку євреїв, офіційних гетто не було. Королівські грамоти захищали євреїв з 1265 року. Кілька польських міст, зокрема Варшава, запровадили привілеї «de non tolerandis Judaeis» які не дозволяли євреям селитись у районах, що підлягали муніципальній юрисдикції (але такого дозволу не мали і шляхта, селяни та службовці корони). Через те євреї селились на землях, які належали шляхті, безпосередньо поблизу міських брам.
Єврейські містечка виростали під захистом аристократії та поряд з великими маєтками в сільській місцевості. Євреї Речі Посполитої, на відміну від євреїв у інших європейських країнах, мали як місцеву автономію, так і самоуправління у формі Ради чотирьох земель, свій центральний парламент. Тому єврейська громада в Речі Посполитій була найчисельніша в Європі. До поділів Польщі жоден єврей не мав права оселитись у Росії.
Після поділів Польщі Катерина II обернула колишні польські губернії Росії на головний масив величезної території за межею осілості (з 1835 року). Вийти за межі гетто було не просто. Майбутній утікач мав кинути виклик законам і звичаям як невірних, так і єврейських громад і ризикував накликати на свою голову тяжку кару.
Аж до новітніх часів офіційне навернення до християнства часто становило єдиний практично можливий вихід для євреїв, щоб приєднатися до світського життя.

### Гетто в роки Другої світової війни
Під час Другої світової війни словом «гетто» називалися ті житлові зони куди нацистами насильно зганялися євреї для компактного мешкання. Найвідоміше Варшавське гетто, а в Радянському Союзі і пострадянському просторі — Мінське гетто.